# Carla Fendi
Carla Fendi (Rome, 12 juli 1937 - aldaar, 19 juni 2017) was een Italiaanse zakenvrouw en modegrootheid.
Carla Fendi was de vierde van de vijf dochters van Adele Casagrande en Eduardo Fendi, in 1925 de oprichters van het Italiaanse modehuis Fendi. Fendi trouwde met Candido Speroni, het echtpaar kreeg geen kinderen. Net als haar zussen trad ze in bij het familiebedrijf, en zou ze 20% van de aandelen erven. Vanaf de jaren 60 werkten de zussen in het bedrijf samen met de bekende Duitse modeontwerper Karl Lagerfeld.
Samen transformeerden ze de bont- en leerwerkplaats tot een modehuis dat bekend stond om het luxe bont. Als voorzitter van het concern was Carla verantwoordelijk voor de zakelijke kant en richtte ze zich vooral op de PR en Amerikaanse markt, terwijl haar zussen zich meer creatief zouden ontplooien. Ze was het publieke gezicht van het familiebedrijf tot de verkoop in 1999, maar zou erevoorzitter blijven tot haar overlijden. In haar laatste jaren was Fendi vooral actief als filantroop via haar Fondazione Carla Fendi, waarmee ze zich vooral op kunst en cultuur richtte.
Na een lang ziektebed overleed Fendi op 19 juni 2017 op 79-jarige leeftijd.